# Erin Grant
Erin Grant (Arlington, 13 giugno 1984) è un'ex cestista e allenatrice di pallacanestro statunitense, professionista nella WNBA.

## Carriera
È stata selezionata dalle Seattle Storm al terzo giro del Draft WNBA 2006 (39ª scelta assoluta).
Con gli Stati Uniti ha disputato le Universiadi di Smirne 2005.
Dal 2019 al 2021 è stata vice-allenatore alla University of Southern California.